# Sergej Charitonov
Sergej Valerjevitj Charitonov (ryska: Сергей Валерьевич Харитонов), född 18 augusti 1980, är en rysk professionell MMA-utövare och kickboxare. Charitonov har bland annat tävlat i MMA-organisationerna Pride, Dream och Strikeforce och vunnit över Andrej Arlovski, Alistair Overeem, Fabricio Werdum, Pedro Rizzo och Semmy Schilt.

## Biografi
Charitonov gick sin första professionella MMA-match i augusti 2000. Efter att ha vunnit sina fem första matcher, samtliga i första ronden, fick han debutera i den japanska organisationen Pride i oktober 2003. Han inledde sin karriär i Pride med att vinna de första fyra matcherna för att sedan förlora för första gången mot Antonio Rodrigo Nogueira i sin tionde MMA-match. Totalt gick han elva matcher i Pride (8 vinster, 3 förluster) innan organisationen köptes upp av UFC och lades ner. I februari 2011 debuterade han i Strikeforce när han besegrade Andrej Arlovski i kvartsfinalen av Strikeforce Grand Prix.
Charitonov har även gått en handfull professionella K-1-matcher. 